# Nati nel 1971/Aprile
| Questa pagina contiene informazioni ricavate automaticamente dalle voci biografiche con l'ausilio del template Bio e di un bot. L'aggiornamento è periodico e automatico e ricostruisce completamente la pagina. Se manca una persona in questa lista, sei pregato di non aggiungerla, ma accertati piuttosto che la sua voce biografica contenga il template Bio e che i dati anagrafici siano correttamente compilati. Se il template Bio manca, inseriscilo tu stesso o, in alternativa, metti l'avviso {{tmp\|Bio}} che ne segnala la mancanza. Se i dati riportati sono sbagliati, correggi direttamente la voce biografica; le modifiche saranno visibili in questa lista entro pochi giorni. Per chiarimenti vedi il progetto biografie. La lista contiene solo le 305 persone che sono citate nell'enciclopedia e per le quali è stato implementato correttamente il template Bio. Pagina aggiornata al 18 ago 2025. |

- 1º aprile - Elyes Baccar, regista tunisino
- 1º aprile - Sonia Bisset, ex giavellottista cubana
- 1º aprile - Viktar Bulat, ex pesista bielorusso
- 1º aprile - Jessica Collins, attrice statunitense
- 1º aprile - Marco Galli, fumettista e pittore italiano
- 1º aprile - Gabriele Heß, ex fondista tedesca
- 1º aprile - Lachy Hulme, attore australiano
- 1º aprile - Daniele Liotti, attore italiano
- 1º aprile - Ritham Madubun, calciatore indonesiano († 2013)
- 1º aprile - Lea Maurer, ex nuotatrice statunitense
- 1º aprile - Tarek Mostafa, allenatore di calcio e ex calciatore egiziano
- 1º aprile - Shinji Nakano, ex pilota automobilistico giapponese
- 1º aprile - Vladimir Sel'kov, ex nuotatore russo
- 1º aprile - Christian Titz, allenatore di calcio e ex calciatore tedesco
- 1º aprile - Daniel Vacek, ex tennista ceco
- 1º aprile - Gianmaria Vacirca, dirigente sportivo italiano
- 2 aprile - Francisco Arce, allenatore di calcio e ex calciatore paraguaiano
- 2 aprile - Gwenaëlle Aubry, scrittrice e filosofa francese
- 2 aprile - Traci Braxton, cantante e personaggio televisivo statunitense († 2022)
- 2 aprile - David Daniels, ex cestista e allenatore di pallacanestro canadese
- 2 aprile - Edmundo, ex calciatore brasiliano
- 2 aprile - Bob Frazer, attore canadese
- 2 aprile - Makoto Hasegawa, allenatore di pallacanestro e ex cestista giapponese
- 2 aprile - Marcelo Ledesma, ex calciatore argentino
- 2 aprile - Zlatko Momircevski, ex calciatore e ex giocatore di calcio a 5 australiano
- 2 aprile - Bruno Reuteler, ex saltatore con gli sci svizzero
- 2 aprile - Christina Riegel, ex sciatrice alpina austriaca
- 2 aprile - Mauro Rotelli, politico italiano
- 2 aprile - Solveig Slettahjell, cantante norvegese
- 2 aprile - Nana Spier, doppiatrice, direttrice del doppiaggio e attrice tedesca
- 2 aprile - Nikos Staurou, ex calciatore cipriota
- 2 aprile - Todd Woodbridge, ex tennista australiano
- 2 aprile - Jeff Zaun, ex calciatore statunitense
- 2 aprile - Dener, calciatore brasiliano († 1994)
- 3 aprile - Shireen Abu Akleh, giornalista palestinese († 2022)
- 3 aprile - Vitālijs Astafjevs, ex calciatore lettone
- 3 aprile - Troy Brown, ex cestista statunitense
- 3 aprile - Emmanuel Collard, pilota automobilistico francese
- 3 aprile - Christopher Duntsch, criminale e medico statunitense
- 3 aprile - Anna Guida, ex cestista italiana
- 3 aprile - Toshikazu Kawaguchi, scrittore giapponese
- 3 aprile - Marco Lollobrigida, giornalista, telecronista sportivo e conduttore televisivo italiano
- 3 aprile - Milenka Nedović, ex cestista jugoslava
- 3 aprile - Robert da Silva Almeida, ex calciatore brasiliano
- 3 aprile - Jonathan Stark, ex tennista statunitense
- 3 aprile - Picabo Street, ex sciatrice alpina statunitense
- 3 aprile - Logan Vander Velden, ex cestista e allenatore di pallacanestro statunitense
- 3 aprile - Anastasija Zavorotnjuk, attrice e conduttrice televisiva russa († 2024)
- 4 aprile - Steve Barker, regista e sceneggiatore britannico
- 4 aprile - Federica Brunini, scrittrice e giornalista italiana
- 4 aprile - Dietmar Kühbauer, allenatore di calcio e ex calciatore austriaco
- 4 aprile - Christian Lønstrup, allenatore di calcio e ex calciatore danese
- 5 aprile - Krista Allen, attrice e ex modella statunitense
- 5 aprile - Austin Berry, ex calciatore costaricano
- 5 aprile - Simona Cavallari, attrice italiana
- 5 aprile - Pavel Čumačenko, ex pesista russo
- 5 aprile - Alessandro Fusina, allenatore di pallamano e ex pallamanista italiano
- 5 aprile - Victoria Hamilton, attrice britannica
- 5 aprile - Kim Soo-nyung, ex arciera sudcoreana
- 5 aprile - Rocío Muñoz-Cobo, attrice e conduttrice televisiva spagnola
- 5 aprile - Nelson Parraguez, ex calciatore cileno
- 6 aprile - Fabio Bono, fumettista italiano
- 6 aprile - Fernando Cormick, attore argentino
- 6 aprile - Mona Grudt, modella norvegese
- 6 aprile - Carlo Gubitosa, scrittore e giornalista italiano
- 6 aprile - Martin Hansson, ex arbitro di calcio svedese
- 6 aprile - Leandro Ávila, allenatore di calcio e ex calciatore brasiliano
- 6 aprile - Renato Olive, allenatore di calcio e ex calciatore italiano
- 6 aprile - Fabio Rossi, ex calciatore italiano
- 6 aprile - Stefania Zambelli, politica italiana
- 7 aprile - Franck Azéma, dirigente sportivo, allenatore di rugby a 15 e rugbista a 15 francese
- 7 aprile - Davide Bulega, pilota motociclistico italiano
- 7 aprile - Raúl Cascini, ex calciatore argentino
- 7 aprile - Marianna Cataldi, cantautrice e compositrice italiana
- 7 aprile - Guillaume Depardieu, attore francese († 2008)
- 7 aprile - Claudio Giunta, storico della letteratura, filologo e saggista italiano
- 7 aprile - Peter Hoeltzenbein, ex canottiere tedesco
- 7 aprile - Victor Kraatz, ex danzatore su ghiaccio canadese
- 7 aprile - Steve Rucchin, ex hockeista su ghiaccio canadese
- 7 aprile - Franky Vandendriessche, allenatore di calcio e ex calciatore belga
- 8 aprile - Max Brito, rugbista a 15 ivoriano († 2022)
- 8 aprile - Nidal Fathi Rabah Farhat, ingegnere militare palestinese († 2003)
- 8 aprile - Christophe Lamaison, ex rugbista a 15 e imprenditore francese
- 8 aprile - Craig Mazin, sceneggiatore, produttore cinematografico e regista statunitense
- 8 aprile - Gerhard Plankensteiner, ex slittinista italiano
- 8 aprile - Slavica Pretreger, ex cestista croata
- 8 aprile - Eiji Satō, ex calciatore giapponese
- 9 aprile - Omar Asad, allenatore di calcio e ex calciatore argentino
- 9 aprile - James Bryson, ex cestista statunitense
- 9 aprile - Miki Itō, attrice giapponese
- 9 aprile - Irina Kasimova, ex sollevatrice russa
- 9 aprile - Kim Yeong-ho, ex schermidore sudcoreano
- 9 aprile - Karina Kraushaar, attrice tedesca († 2015)
- 9 aprile - Víctor Manuel López, ex calciatore uruguaiano
- 9 aprile - Kōstas Malekkos, allenatore di calcio e ex calciatore cipriota
- 9 aprile - Bilton Musonda, ex calciatore zambiano
- 9 aprile - Austin Peck, attore statunitense
- 9 aprile - Sebastiano Pinna, allenatore di calcio e ex calciatore italiano
- 9 aprile - Jens Risager, ex calciatore danese
- 9 aprile - Alessio Romero, attore pornografico messicano
- 9 aprile - Shōkichi Satō, ex calciatore giapponese
- 9 aprile - Rafał Szukała, ex nuotatore polacco
- 9 aprile - Jacques Villeneuve, ex pilota automobilistico canadese
- 10 aprile - Silvia Abril, attrice spagnola
- 10 aprile - Joey DeFrancesco, organista statunitense († 2022)
- 10 aprile - Andrei Fyodorov, allenatore di calcio e ex calciatore uzbeko
- 10 aprile - Juanele, ex calciatore spagnolo
- 10 aprile - Giacomo Leone, ex maratoneta italiano
- 10 aprile - Nana Miyagi, ex tennista giapponese
- 10 aprile - Hugo Sconochini, ex cestista argentino
- 10 aprile - Denis Voronenkov, politico russo († 2017)
- 10 aprile - Beata Wróbel, ex cestista polacca
- 10 aprile - Yoo Young-jin, cantante, compositore e produttore discografico sudcoreano
- 11 aprile - Rod Hinks, hockeista su ghiaccio canadese († 2014)
- 11 aprile - Diana Jorgova, ex tiratrice a segno bulgara
- 11 aprile - Joakim Karlsson, thaiboxer e kickboxer svedese
- 11 aprile - Alex Majoli, fotoreporter italiano
- 11 aprile - Roberto Merola, ex giocatore di calcio a 5 uruguaiano
- 11 aprile - Gabriele Papp, ex sciatrice alpina austriaca
- 11 aprile - Vicellous Reon Shannon, attore statunitense
- 11 aprile - Oliver Riedel, bassista tedesco
- 11 aprile - Ute Wetzig, tuffatrice tedesca orientale
- 12 aprile - Angela Arcangeli, ex cestista italiana
- 12 aprile - Nicholas Brendon, attore statunitense
- 12 aprile - Shannen Doherty, attrice statunitense († 2024)
- 12 aprile - Salvatore Fusco, allenatore di calcio e ex calciatore italiano
- 12 aprile - Eyal Golan, cantante israeliano
- 12 aprile - Takako Katō, ex cestista giapponese
- 12 aprile - Fernando Meligeni, ex tennista brasiliano
- 12 aprile - Christophe Moreau, ex ciclista su strada francese
- 12 aprile - Andrea Valentini, ex cestista e allenatore di pallacanestro italiano
- 13 aprile - Alexandra Adi, attrice statunitense
- 13 aprile - Michela Cescon, attrice italiana
- 13 aprile - Juan Carlos Domínguez, ex ciclista su strada spagnolo
- 13 aprile - Franck Esposito, ex nuotatore francese
- 13 aprile - Fernando Galetto, ex calciatore argentino
- 13 aprile - David Jaffe, autore di videogiochi statunitense
- 13 aprile - Steven Lustü, ex calciatore danese
- 13 aprile - Veljko Mršić, ex cestista, allenatore di pallacanestro e dirigente sportivo croato
- 13 aprile - Asif Məlikov, ex sollevatore azero
- 13 aprile - William Osorio, ex calciatore salvadoregno
- 13 aprile - Bo Outlaw, ex cestista statunitense
- 13 aprile - Fabio Roselli, ex rugbista a 15 e allenatore di rugby a 15 italiano
- 13 aprile - Jeroen Paul Thesseling, bassista olandese
- 14 aprile - Eugène Afrika, ex calciatore lussemburghese
- 14 aprile - Tim Austin, ex pugile statunitense
- 14 aprile - Damien Boisseau, attore e doppiatore francese
- 14 aprile - Isaac Bunde Dugu, vescovo cattolico nigeriano
- 14 aprile - Miguel Calero, calciatore colombiano († 2012)
- 14 aprile - Amir-Hossein Ghazizadeh Hashemi, politico iraniano
- 14 aprile - Vasilij Karasëv, ex cestista e allenatore di pallacanestro russo
- 14 aprile - David Londero, ex cestista italiano
- 14 aprile - Nicola Marangon, allenatore di calcio e ex calciatore italiano
- 14 aprile - Marcelo Otero, allenatore di calcio, procuratore sportivo e ex calciatore uruguaiano
- 14 aprile - Gianluigi Scalvini, pilota motociclistico italiano
- 14 aprile - Gustavo Tempone, ex calciatore argentino
- 15 aprile - Chung Ho Yin, ex calciatore e ex giocatore di calcio a 5 hongkonghese
- 15 aprile - Andrew Daly, attore e comico statunitense
- 15 aprile - Finidi George, allenatore di calcio e ex calciatore nigeriano
- 15 aprile - Franck Haise, allenatore di calcio e ex calciatore francese
- 15 aprile - Meelis Loit, schermidore estone
- 15 aprile - Georges Mouyémé, ex calciatore camerunese
- 15 aprile - Ivo Rüegg, ex bobbista svizzero
- 15 aprile - Guivi Sissaouri, ex lottatore georgiano
- 15 aprile - Josia Thugwane, ex maratoneta sudafricano
- 16 aprile - Cilla Back, regista teatrale finlandese
- 16 aprile - Max Beesley, attore britannico
- 16 aprile - Peter Billingsley, attore, regista e produttore cinematografico statunitense
- 16 aprile - Sven Fischer, ex biatleta tedesco
- 16 aprile - Bernard Garcia, pilota motociclistico francese
- 16 aprile - Maximilian von Garnier, ex giocatore di football americano e allenatore di football americano tedesco
- 16 aprile - Mao, cantautore e compositore italiano
- 16 aprile - Nick Midson, chitarrista, compositore e produttore discografico britannico
- 16 aprile - Selena, cantante, ballerina e stilista statunitense († 1995)
- 16 aprile - Jukka Ruhanen, ex calciatore finlandese
- 16 aprile - Nataša Zvereva, tennista sovietica
- 17 aprile - Jim Acosta, giornalista statunitense
- 17 aprile - José Cevallos, dirigente sportivo, politico e ex calciatore ecuadoriano
- 17 aprile - Cosimo Ferri, politico e magistrato italiano
- 17 aprile - Francisco Lima, allenatore di calcio e ex calciatore brasiliano
- 17 aprile - Davide Micillo, allenatore di calcio e ex calciatore italiano
- 17 aprile - Simona Petrucci, politica italiana
- 17 aprile - Herby Raynaud, schermidore statunitense
- 17 aprile - Francesco Stefani, ex canoista italiano
- 18 aprile - Tamara Braun, attrice statunitense
- 18 aprile - Samantha Cameron, imprenditrice britannica
- 18 aprile - Serhij Dirjavka, allenatore di calcio e ex calciatore ucraino
- 18 aprile - Dresta, rapper statunitense
- 18 aprile - Miguel Gotor, storico, politico e saggista italiano
- 18 aprile - Tomohiro Katanosaka, allenatore di calcio e ex calciatore giapponese
- 18 aprile - Ihor Ničenko, ex calciatore ucraino
- 18 aprile - Oleg Petrov, dirigente sportivo e ex hockeista su ghiaccio russo
- 18 aprile - Graham Rowntree, ex rugbista a 15 e allenatore di rugby a 15 britannico
- 18 aprile - Giuliana Spada, ex multiplista italiana
- 18 aprile - David Tennant, attore scozzese
- 19 aprile - Leif Erik Andersen, ex calciatore norvegese
- 19 aprile - Arnaud Balard, artista francese
- 19 aprile - Gad Elmaleh, attore, comico e regista marocchino
- 19 aprile - Richard Jézierski, ex calciatore francese
- 19 aprile - Manoel Tobias, ex giocatore di calcio a 5 brasiliano
- 19 aprile - Emanuela Pantani, pugile italiana
- 19 aprile - Silvano Poropat, allenatore di pallacanestro croato
- 19 aprile - Paolo Valoti, ex ciclista su strada italiano
- 20 aprile - Filippo Fiumefreddo, ex lottatore italiano
- 20 aprile - Carla Geurts, ex nuotatrice olandese
- 20 aprile - Niall Hogan, ex rugbista a 15 e medico irlandese
- 20 aprile - Allan Houston, ex cestista e dirigente sportivo statunitense
- 20 aprile - José Antonio Paraíso, ex cestista spagnolo
- 20 aprile - Sun Minghui, ex calciatore e ex giocatore di calcio a 5 cinese
- 20 aprile - Mikey Welsh, bassista statunitense († 2011)
- 21 aprile - Silvio Danailov, scacchista, imprenditore e dirigente sportivo bulgaro
- 21 aprile - Omar Hasan, ex rugbista a 15 e baritono argentino
- 21 aprile - Aleksandr Kravčenko, giocatore di poker russo
- 21 aprile - Michela Montevecchi, politica italiana
- 21 aprile - Axl Rotten, wrestler statunitense († 2016)
- 21 aprile - Giovanni Spinelli, ex calciatore italiano
- 21 aprile - Michael Turner, fumettista statunitense († 2008)
- 21 aprile - Anwar al-Awlaki, imam e terrorista statunitense († 2011)
- 22 aprile - Jannie de Beer, ex rugbista a 15 sudafricano
- 22 aprile - Emiliano Busca, ex cestista italiano
- 22 aprile - Augusto Pinto Duarte Maia, allenatore di calcio e ex calciatore portoghese
- 22 aprile - Vladimir Fëdorov, ex danzatore su ghiaccio russo
- 22 aprile - Gao Feng, ex calciatore cinese
- 22 aprile - Nicklas Kulti, ex tennista svedese
- 22 aprile - Eric Mabius, attore statunitense
- 22 aprile - Andrea Paoloni, giocatore di biliardo italiano
- 22 aprile - Serhij Popov, allenatore di calcio e ex calciatore ucraino
- 22 aprile - Spencer Prior, dirigente sportivo, allenatore di calcio e ex calciatore britannico
- 23 aprile - Chuck Adams, ex tennista statunitense
- 23 aprile - Anne-Laure Bondoux, scrittrice francese
- 23 aprile - Scot Coogan, batterista statunitense
- 23 aprile - Stefania De Michele, ex cestista, giornalista e conduttrice televisiva italiana
- 23 aprile - Shigetoshi Hasebe, allenatore di calcio e ex calciatore giapponese
- 23 aprile - Dušan Kosič, allenatore di calcio e ex calciatore sloveno
- 23 aprile - Xiomara Molero, allenatrice di pallavolo e ex pallavolista portoricana
- 23 aprile - Lars Montag, regista tedesco
- 23 aprile - Mame Ibra Touré, ex calciatore senegalese
- 23 aprile - Ferenc Török, regista ungherese
- 23 aprile - D. B. Weiss, sceneggiatore e scrittore statunitense
- 23 aprile - Gilmar Jorge dos Santos, ex calciatore brasiliano
- 24 aprile - Will Bowden, attore e doppiatore britannico
- 24 aprile - Yves Eigenrauch, ex calciatore tedesco
- 24 aprile - Alejandro Fernández, cantante e musicista messicano
- 24 aprile - Aldo Manganaro, ex atleta paralimpico italiano
- 24 aprile - James Marape, politico papuano
- 24 aprile - Claude Michel, allenatore di calcio e ex calciatore francese
- 24 aprile - Erika Morri, rugbista a 15, allenatrice di rugby a 15 e dirigente sportiva italiana
- 24 aprile - Stefania Rocca, attrice italiana
- 24 aprile - Phil Rogers, ex nuotatore australiano
- 24 aprile - Óscar Tabuenca, ex calciatore spagnolo
- 24 aprile - Đorđe Đurić, allenatore di pallavolo e ex pallavolista jugoslavo
- 25 aprile - Sara Baras, ballerina e coreografa spagnola
- 25 aprile - Lázaro Dalcourt, ex calciatore cubano
- 25 aprile - Vladimir Đokić, allenatore di pallacanestro e ex cestista serbo
- 25 aprile - Massimiliano Ingrami, maratoneta italiano
- 25 aprile - Luca Rea, autore televisivo e regista italiano
- 25 aprile - Scott Yoo, direttore d'orchestra e violinista statunitense
- 26 aprile - Giuseppe Auddino, politico italiano
- 26 aprile - Jay DeMarcus, bassista statunitense
- 26 aprile - Andrej Matveev, ex sollevatore russo
- 26 aprile - Giorgia, cantautrice italiana
- 27 aprile - François Bégaudeau, scrittore francese
- 27 aprile - Sigrid Corneo, dirigente sportiva e ex ciclista su strada italiana
- 27 aprile - Sergio Friscia, attore, showman e conduttore televisivo italiano
- 27 aprile - Kris & Kris, conduttrice radiofonica e conduttrice televisiva statunitense
- 27 aprile - Davide Gualtieri, allenatore di calcio e ex calciatore sammarinese
- 27 aprile - Mårten Hagström, chitarrista svedese
- 27 aprile - Jussi Halla-aho, politico finlandese
- 27 aprile - Adnan Hodžić, ex cestista bosniaco
- 27 aprile - Theofilos Karasavvidīs, ex calciatore greco
- 27 aprile - Artūras Karnišovas, dirigente sportivo e ex cestista lituano
- 27 aprile - David Martinelli, giocatore di biliardo italiano
- 27 aprile - Massimiliano Menichetti, giornalista italiano
- 28 aprile - Nikhil Advani, regista indiano
- 28 aprile - Julio Albino, ex calciatore uruguaiano
- 28 aprile - Markus Beyer, pugile tedesco († 2018)
- 28 aprile - David Borrelli, politico italiano
- 28 aprile - Hamish Carter, triatleta neozelandese
- 28 aprile - Chris Haggard, ex tennista sudafricano
- 28 aprile - Simbi Khali, attrice statunitense
- 28 aprile - General Levy, musicista britannico
- 28 aprile - Meredith McGrath, ex tennista statunitense
- 28 aprile - Daisuke Mori, infermiere e criminale giapponese
- 28 aprile - Bridget Moynahan, attrice e modella statunitense
- 28 aprile - Jaume Ponsarnau, allenatore di pallacanestro spagnolo
- 28 aprile - Chris Young, attore, regista e produttore cinematografico statunitense
- 29 aprile - Roar Christensen, allenatore di calcio e calciatore norvegese
- 29 aprile - Anja Karliczek, politica tedesca
- 29 aprile - Leopoldo López, politico e attivista venezuelano
- 29 aprile - Sam Michael, ingegnere, dirigente sportivo e progettista australiano
- 29 aprile - Darby Stanchfield, attrice statunitense
- 29 aprile - Thomas Stuer-Lauridsen, ex giocatore di badminton danese
- 29 aprile - Antonia Terzi, ingegnera italiana († 2021)
- 29 aprile - Txema Alonso Fernández, ex calciatore spagnolo
- 30 aprile - Silvio Luiz Borba da Silva, ex calciatore brasiliano
- 30 aprile - John Boyne, scrittore irlandese
- 30 aprile - Massimo Bulla, attore e ex modello italiano
- 30 aprile - Jim Cashman, hockeista su ghiaccio, allenatore di hockey su ghiaccio e dirigente sportivo canadese
- 30 aprile - Taylor Deupree, musicista, artista e fotografo statunitense
- 30 aprile - Anthony Foxx, politico statunitense
- 30 aprile - Simone Girolami, pilota motociclistico italiano
- 30 aprile - Carolyn Dawn Johnson, cantautrice canadese
- 30 aprile - Ivan Matić, allenatore di calcio e ex calciatore croato
- 30 aprile - Francesca Paci, giornalista e scrittrice italiana
- 30 aprile - B.J. Tyler, ex cestista statunitense